# アプリコット (色)
アプリコット（apricot）とは、杏のことを指す英単語で、杏の果実の色をさす言葉。日本語では杏色（あんずいろ）と訳される。淡い黄赤。
衣服やインテリアの色などとして好まれるほか、北米系の血統のプードルなどに見られる赤味がかった淡い黄褐色の毛並みの呼称として用いられることもある。
また、赤みがかったブロンドの形容としても用いられる。
口紅、化粧下地、ネイルカラーなどとしても人気があり、肌馴染みがよく自然に血色を良く見せる。
淡水真珠のうちオレンジ色のものを店頭で「アプリコットカラー」と呼んで販売することがある。
英語色名として1851年に初めて採用され、明治時代に日本で訳され杏色という色名ができる。